# Evangelische Kirche Diemerode
Die Evangelische Kirche Diemerode ist ein denkmalgeschütztes Kirchengebäude in Diemerode, einem Stadtteil von Sontra im Werra-Meißner-Kreis (Hessen).

## Geschichte
Die helle, klar strukturierte Kirche ist im östlichen Teil ein romanischer Rechteckchor aus dem 13. Jahrhundert. An diesen wurde 1757 an Stelle des ursprünglichen Kirchenbaus ein Saalbau angefügt. Die Westwand des Saalbaues stammt aus dem Jahre 1818. Dem Dach wurde ein Haubendachreiter aufgesetzt.
Das Kirchenbuch ist mit Aufzeichnungen seit 1629 vorhanden gewesen. Das Vikariat Diemerode hatte im Sommer die erste Predigt und im Winter die letzte Predigt. Während der Verbindung mit dem Vikariat Rockensüß wurde jeweils die 3. Predigt in Diemerode gehalten. Bet-Tage wurden nur im Winter durchgeführt. Neben den Leichenpredigten sind in den meisten Fällen auch Parentationen üblich. Zu dieser Zeit lag der Friedhof, hier „Todtenhof“ benannt, außerhalb des Ortes und das vorhandene Pfarrhaus soll bereits sehr alt gewesen sein.
Die Pfarrer von Diemerode und Rockensüß haben einst den Hausgottesdienst zu Kornberg, einem ehemaligen Benediktiner Nonnenkloster, abgehalten.
Durch den Dreißigjährigen Krieg wurde die Kirchengemeinde (Vikariat) Diemerode, aufgrund nur noch weniger bewohnter Häuser, mit der Kirchengemeinde (Vikariat) Wichmannshausen verbunden und von 1808 bis 1816 zur „Klasse Waldkappel“ zusammengeschlossen.
In der „Klasse Waldkappel“ war die Kirchengemeinde Diemerode, neben der Filialgemeinde von Thurnhosbach und dem Vikariat Mitterode, eine von drei Patronatspfarreien.

## Ausstattung
Die Orgel wurde 1784 eingebaut, sie stammt wohl von Wilhelm Schmerbach dem Älteren aus Frieda bei Eschwege.
In der Kirche kann man Reste eines Sakramentshäuschens finden, ein Zeugnis der abgebrochenen Urkirche, die an gleicher Stelle stand. Im Kirchturm hängt unter dem Geläute die 1485 gegossene Marienglocke, eine Osanna-Glocke mit der Inschrift: „in die ere gotes und maria ben ich gegossen“ und mit einem Trierer Pilgerzeichen.

## Umfeld der Kirche
Gut erhaltene Grabsteine aus dem 18. und 19. Jahrhundert stehen an der Südostwand. An der Nordseite sind noch Reste der einstigen Wehrmauer erhalten.